# 195 (số)
195 (một trăm chín mươi lăm) là một số tự nhiên ngay sau 194 và ngay trước 196.